# Djungelhöns
Djungelhöns (Gallus) är ett släkte i familjen fasanfåglar inom ordningen hönsfåglar. Släktet omfattar fyra arter som förekommer i södra och sydöstra Asien från Indien och södra Kina till Små Sundaöarna:
- Röd djungelhöna (G. gallus)
- Grön djungelhöna (G. varius)
- Grå djungelhöna (G. sonneratii)
- Ceylondjungelhöna (G. lafayettii)

Röd djungelhöna anses ofta vara stamfader till våra domesticerade tamhöns, även om studier visar på att även grå djungelhöna är inblandad.